# Округ Хол (Небраска)
Округ Хол (енгл. Hall County) је округ у америчкој савезној држави Небраска.

## Демографија
По попису из 2010. године број становника је 58.607, што је 5.073 (9,5%) становника више него 2000. године.
| Група             | 2000.          | 2010.          |
| Белци             | 44.818 (83,7%) | 42.537 (72,6%) |
| Афроамериканци    | 195 (0,4%)     | 1.023 (1,7%)   |
| Азијати           | 586 (1,1%)     | 607 (1,0%)     |
| Хиспаноамериканци | 7.497 (14,0%)  | 13.653 (23,3%) |
| Укупно            | 53.534         | 58.607         |